# Paratorna
Paratorna là một chi bướm đêm thuộc phân họ Tortricinae của họ Tortricidae.

## Các loài
- Paratorna catenulella (Christoph, 1882)
- Paratorna cuprescens Falkovitsh, 1965
- Paratorna dorcas Meyrick, 1907
- Paratorna fenestralis Razowski, 1964
- Paratorna oenina Diakonoff, 1976
- Paratorna pterofulva Liu & Bai, 1988
- Paratorna pteropolia Liu & Bai, 1988
- Paratorna schintlmeisteri Razowski, 1991
- Paratorna seriepuncta (Christoph, 1882)